# Paseos del Lago
Paseos del Lago är en ort i Mexiko, tillhörande kommunen Zumpango i delstaten Mexiko. Paseos del Lago ligger i den centrala delen av landet och tillhör Mexico Citys storstadsområde. Orten hade 442 invånare vid folkräkningen 2010.